# Rhacophorus depressus
Rhacophorus depressus es una especie de ranas que habita en ríos, marismas y corrientes intermitentes de agua de Asia.